# Jonathan Aris
Jonathan Aris (Londra, 24 gennaio 1971) è un attore britannico.

## Biografia
È figlio dell'attore Ben Aris e di Yemaiel Oven. Nonostante avesse un attore drammatico come padre, recitare non fu la sua prima scelta. Studiò arte alla Scuola d'arte di Camberwell e lesse opere russe e italiane all'Università di Cambridge prima di provare come attore alla Webber Douglas Academy of Dramatic Art di Londra. Come suo padre, Jonathan è stato sempre visto in ruoli minori in serie tv e film.

### Vita privata
È sposato dal 2007 con Louiza Patikas.

## Carriera
Apparso in film, televisione e teatro, Aris ha prestato la voce per alcune pubblicità e ha narrato tre documentari, tutti prodotti da National Geographic.
Appare anche nella serie televisiva Sherlock, prodotta dalla BBC, nel ruolo di Philip Anderson, il capo della scientifica della squadra investigativa dell'ispettore Lestrade.
Compare nell'episodio Il momento della verità della serie tv Merlin, interpretando il ruolo di Matthew.
Tra i suoi film come interprete, tra gli altri: Metroland (1997), Un colpo perfetto (2007), Bright Star (2009), Rogue One: A Star Wars Story, in un cameo nel ruolo del Senatore Nower Jebel (2016); The Martian (2015), Churchill (2017).
È stato nel cast originale britannico del musical Fame: The Musical.

## Filmografia

### Cinema
- Metroland, regia di Philip Saville (1997)
- The Jackal, regia di Michael Caton-Jones (1997)
- Topsy-Turvy - Sotto-sopra (Topsy-Turvy), regia di Mike Leigh (1999)
- Birthday Girl, regia di Jez Butterworth (2001)
- South Kensington, regia di Carlo Vanzina (2001)
- Ali G (Ali G Indahouse), regia di Mark Mylod (2002)
- Un colpo perfetto (Flawless), regia di Michael Radford (2007)
- Bright Star, regia di Jane Campion (2009)
- I fantastici viaggi di Gulliver (Gulliver's Travels), regia di Rob Letterman (2010)
- Killer in viaggio (Sightseers), regia di Ben Wheatley (2013)
- La fine del mondo (The World's End), regia di Edgar Wright (2013)
- Sopravvissuto - The Martian (The Martian), regia di Ridley Scott (2015)
- Race - Il colore della vittoria (Race), regia di Stephen Hopkins (2016)
- Morgan, regia di Luke Scott (2016)
- Rogue One: A Star Wars Story, regia di Gareth Edwards (2016)
- Morto Stalin, se ne fa un altro (The Death of Stalin), regia di Armando Iannucci (2017)
- Churchill, regia di Jonathan Teplitzky (2017)
- Tutti i soldi del mondo (All the Money in the World), regia di Ridley Scott (2017)
- Radioactive, regia di Marjane Satrapi (2019)
- Vivarium, regia di Lorcan Finnegan (2019)
- Zona 414 (Zone 414), regia di Andrew Baird (2021)
- She Will, regia di Charlotte Colbert (2021)
- Here, regia di Robert Zemeckis (2024)

### Televisione
- Bugs - Le spie senza volto (Bugs) – serie TV, episodio 2x06 (1996)
- Poirot (Agatha Christie's Poirot) – serie TV, episodio 7x02 (2000)
- Relic Hunter – serie TV, episodio 2x16 (2001)
- Metropolitan Police (The Bill) – serie TV, episodi 12x138-14x109-17x73 (2000)
- Heartbeat – serie TV, episodio 12x25 (2003)
- Doc Martin – serie TV, episodio 2x09 (2006)
- My Family – serie TV, episodio 8x05 (2008)
- Bonekickers - I segreti del tempo (Bonekickers) – serie TV, episodio 1x03 (2008)
- Merlin – serie TV, episodio 1x10 (2008)
- L'Ispettore Wallander (Wallander) – serie TV, episodio 1x03 (2008)
- Ideal – serie TV, episodio 5x01 (2009)
- Being Human – serie TV, episodio 2x02 (2010)
- Spooks – serie TV, episodio 9x03 (2010)
- New Tricks - Nuove tracce per vecchie volpi (New Tricks) – serie TV, episodio 8x09 (2011)
- Peep Show – serie TV, episodio 8x05 (2012)
- Whitechapel – serie TV, episodio 4x04 (2013)
- Wolf Hall, regia di Peter Kosminsky – miniserie TV, 2 puntate (2013)
- Humans – serie TV, 4 episodi (2015)
- Sherlock – serie TV, 7 episodi (2010-2016)
- L'ispettore Barnaby (Midsomer Murders) – serie TV, episodio 18x05 (2013)
- The Night Manager, regia di Susanne Bier – miniserie TV, puntate 2-4-6 (2013)
- Tutankhamon (Tutankhamun), regia di Peter Webber – miniserie TV, 4 puntate (2013)
- The Halcyon – serie TV, episodio 1x07 (2017)
- Indagini ad alta quota (Mayday) – documentario TV, 13 episodi (2005-2017)
- The End of the F***ing World – serie TV, episodi 1x03-1x04 (2017)
- Good Omens – serie TV, episodio 1x05 (2019)
- La guerra dei mondi (The War of the Worlds), regia di Craig Viveiros – miniserie TV, 2 puntate (2019)
- Dracula – miniserie TV, puntata 2 (2020)
- A Very British Scandal, regia di Anne Sewitsky – miniserie TV, puntata 3 (2021)
- His Dark Materials - Queste oscure materie (His Dark Materials) – serie TV, 5 episodi (2022)
- Red Eye - serie TV, 5 episodi (2024)
- We Were the Lucky Ones, regia di Thomas Kail, Amit Gupta e Neasa Hardiman – miniserie TV, puntate 4-5 (2024)
- Non dire niente (Say Nothing), regia di Michael Lennox, Mary Nighy e Anthony Byrne – miniserie TV, puntata 3 (2024)
- Doctor Who - serie TV, episodio Joy to the World (2024)
- Andor – serie TV, episodio 2x12 (2025)

### Doppiaggio
- Croc: Legend of the Gobbos – videogioco (1997)
- Croc 2 – videogioco (1999)
- Rally Trophy – videogioco (2001)

## Doppiatori italiani
Nelle versioni in italiano delle opere in cui ha recitato, Jonathan Aris è stato doppiato da:
- Roberto Certomà in Race - Il colore della vittoria, Straordinaria Mrs. Pritchard, We Were the Lucky Ones
- Valerio Sacco in Rogue One: A Star Wars Story, Andor
- Oreste Baldini in Vivarium, Zona 414
- Stefano Valli in Un colpo perfetto
- Massimo Bitossi in Bright Star
- Enrico Di Troia in Merlin
- Edoardo Nordio in Humans
- Alberto Bognanni in Sherlock
- Vittorio Guerrieri in Killer in viaggio
- Claudio Ridolfo in The End of the F***ing World
- Diego Baldoin in Churchill
- Daniele di Matteo in Morto Stalin se ne fa un altro
- Massimo De Ambrosis in Black Mirror
- Simone D'Andrea in Good Omens
- Guido Di Naccio in La guerra dei mondi
- Alessandro Quarta in Dracula
- Francesco Fabbri in His Dark Materials - Queste oscure materie
- Alessandro Rigotti in Red Eye
- Gabriele Trentalance in Doctor Who
- Francesco Sechi in Here